# مالن اولسن
مالن اولسن (انگلیسی: Malene Olsen؛ زادهٔ ۲ فوریهٔ ۱۹۸۳) بازیکن فوتبال اهل دانمارک است.
از باشگاه‌هایی که در آن بازی کرده‌است می‌توان به باشگاه فوتبال زنان تیرسو و باشگاه فوتبال بروندبی اشاره کرد.
وی همچنین در تیم‌های ملی فوتبال Denmark women's national under-19 football team و زنان دانمارک بازی کرده‌است.